# Cuchiniș, Bacău
Cuchiniș (în maghiară Kökényes) este un sat în comuna Brusturoasa din județul Bacău, Moldova, România.